# 海雪
「海雪」（うみゆき）は、2008年2月20日に発売されたジェロのデビューシングル。発売元はビクターエンタテインメント。

## 解説
- 発売初日の出荷枚数はCDが6万3000枚、カセットが2万巻[1]。着うた演歌・歌謡曲部門で12週連続1位を獲得した。
- 歌詞に登場する「出雲崎」は新潟県三島郡にある出雲崎町のことで、作詞者の秋元康が作詞を手掛けた時点で、秋元やジェロは出雲崎町を訪れていなかった。のちにジェロは、出雲崎町にて「ご当地コンサート」を開いた。ジェロは冬の日本海を見たことがなかったため、カリフォルニア州の海をイメージして歌っていた。
- 2008年、第41回日本作詩大賞で大賞を受賞した。デビュー曲が大賞を受賞したのは、2000年の第33回・氷川きよしの「箱根八里の半次郎」以来8年ぶり2曲目。
- 第50回日本レコード大賞・最優秀新人賞も受賞。
- 2008年の第59回NHK紅白歌合戦で本曲が歌われた。当日はジェロの母親が観覧に来ており、ステージを見て感涙した。
- 2008年12月3日には、ジャケットも新たにDVDを付属した限定盤『海雪 special edition』を発売した。

## 収録曲
1. 海雪
  - 作詞：秋元康、作曲：宇崎竜童、編曲：多田三洋・鈴木豪
2. 東西南北ひとり旅[注釈 1]
  - 作詞：山口洋子、作曲・編曲：吉田正
3. 海雪（オリジナルカラオケ）
4. 東西南北ひとり旅（オリジナルカラオケ）

### special editionのDVD収録曲
1. 海雪 (PV)
2. 本牧メルヘン (ライブ)
3. 水鏡[注釈 2] (ライブ)
4. 海雪 (ライブ)